# Geraldine Farrar
Geraldine Farrar (Melrose, 28 febbraio 1882 – Ridgefield, 11 marzo 1967) è stata un soprano e attrice statunitense.

## Biografia
Nata a Melrose, in Massachussetts, Gerladine Ferrar era figlia di Sidney Farrar, noto giocatore di baseball americano dell’epoca, e di Henrietta Barnes. Dopo iniziali studi di pianoforte, intraprese lo studio del canto e, trasferitasi a Boston, proseguì sotto la guida di J.H. Long. Giunse quindi a New York, dove fu allieva del soprano Emma Thursby, e poi a Parigi, dove scelse di non seguire gli insegnamenti di Mathilde Marchesi, pur in possesso di una lettera di presentazione firmata dal celebre soprano Nellie Melba, preferendole un tenore spagnolo, il Marquis de Trabadelo.  Sarà quindi a Berlino che la cantante finirà di perfezionarsi, sotto la guida del baritono Francesco Graziani, e ivi debuttò, nell’ottobre del 1901, nella parte di Margherita nel Faust di Charles Gounod alla Hofoper. Le porte di quel teatro si erano per lei aperte grazie alla lettera di raccomandazione del suo idolo, Lillian Nordica, indirizzata al celebre soprano tedesco Lilli Lehmann, della quale la Farrar diventò allieva durante il suo soggiorno berlinese.
Il successo che arrise alla debuttante fu notevole e la portò, a poche settimane dalla prima del Faust, a portare in scena Violetta nella Traviata di Verdi, incontrando sempre il plauso della critica e del pubblico. Durante i suoi tre anni berlinesi, nei primi due dei quali la Farrar ebbe eccezionalmente il permesso di cantare in italiano piuttosto che in tedesco, la cantante affrontò essenzialmente parti da soprano lirico, specializzandosi nel repertorio francese: Mignon di Thomas, Manon di Massenet, Romeo e Giulietta di Gounod e il Domino Nero di Auber. Non mancarono tuttavia ruoli più spinti, come Elisabetta nel Tannhäuser wagneriano, e titoli italiani e mozartiani, fra i quali alcuni rientreranno nel repertorio della Farrar anche a New York, come i Pagliacci di Leoncavallo e il Don Giovanni di Mozart, e altri non verranno mai ripresi in seguto, come Trovatore e Rigoletto. 
Si dice che nella capitale tedesca ebbe una relazione col principe Guglielmo di Prussia, a cospetto del quale si era esibita spesso a palazzo reale e che era uno dei suoi ammiratori. 
Nel 1904 si esibì per la prima volta nel teatro di Montecarlo, dove apparve fino al 1906 in un repertorio che comprendeva Bohème di Puccini, la Damnation de Faust di Berlioz e Don Carlos di Verdi, e dove creò i ruoli di Margarita nell’Ancêtre di Saint Saens e di Amica di Mascagni (sostituendo Emma Calvé).  
Nel novembre 1906 Geraldine debuttò al Metropolitan di New York nel Romeo et Juliette insieme al tenore Charles Rousselière. Della cantante un critico del New York Times disse:
Nel massimo teatro americano la Farrar apparve dapprime nei ruoli lirici del repertorio, francese e italiano, in cui si era già distinta in Europa ma, mano a mano, iniziò a rivolgersi verso titoli più spinti del verismo e del naturalismo, dove potevano rifulgere le qualità da attrice e il temperamento drammatico, coadiuvati dalla bellezza e dal fascino della cantante. Ecco che quindi la Farrar affrontò spessissimo titoli spinti quali Tosca, Butterfly (il suo ruolo più eseguito al Met, con un totale di 139 rappresentazioni) e Carmen di Bizet, della quale fu celebrata interprete (aveva già interpretato Micaela nella stessa opera, sempre a New Yok). Oltre ad apparire in Faust, Bohème, Mignon, Pagliacci, Don Giovanni, Traviata, Tannhäuser, al Metropolitan la Farrar fu anche Lodoletta di Mascagni, Margherita nel Mefistofele boitiano, Zazà di Leoncavallo, Thaïs di Massenet, Louise di Charpentier, Ariane in Ariane et Barbe Bleu di Dukas, Cherubino nelle Nozze di Figaro di Mozart, Charlotte nel Werther di Massenet, Anita in la Navarraise di Massenet, Susanna nel Segreto di Susanna di Wolf Ferrari, Orlanda nella Reine Fiammette di Leroux, Rosaura nelle Donne Curiose di Wolf Ferrari e Louise/Bellezza/Fanciulla/Nonna/Grisette in Julien di Charpentier. Nonostante sembra che Puccini stesso non apprezzasse particolarmente la sua interpretazione in Butterfly, ritenendo la cantante “non come sarebbe dovuta essere” e che la sua voce presentasse problemi di intonazione e non arrivasse bene in teatro, la Farrar fu scritturata per tenere a battesimo Suor Angelica nel ruolo da protagonista alla prima del Trittico, nel dicembre del 1918. Nelle altre due opere della triologia vi erano artisti del calibro di Claudia Muzio e Giuseppe De Luca. Non fu l’unico ruolo creato dalla Farrar a New York: nel 1915 aveva partecipato come protagonista anche alla prima di Madame Sans Gene di Giordano e ancora prima, nel 1910, era stata la prima guardiana delle oche nella Königskinder di Humperdinck, nella quale integirava sul palcoscenico con un gruppetto di oche vere e alla prima della quale “provocò gran divertimento apparendo di fronte al sipario con un’oca sotto il braccio.”   

In totale, a New York Geraldine cantò in 29 ruoli diversi raggiungendo le 672 rappresentazioni. Suo frequente partner fu il tenore Enrico Caruso. Popolarissima, e ottenendo generalmente grandi consensi presso la critica e fra il pubblico, la Farrar divenne un idolo, specialmente fra le giovani appassionate d’opera, che vennero chiamate "Gerry-flappers".

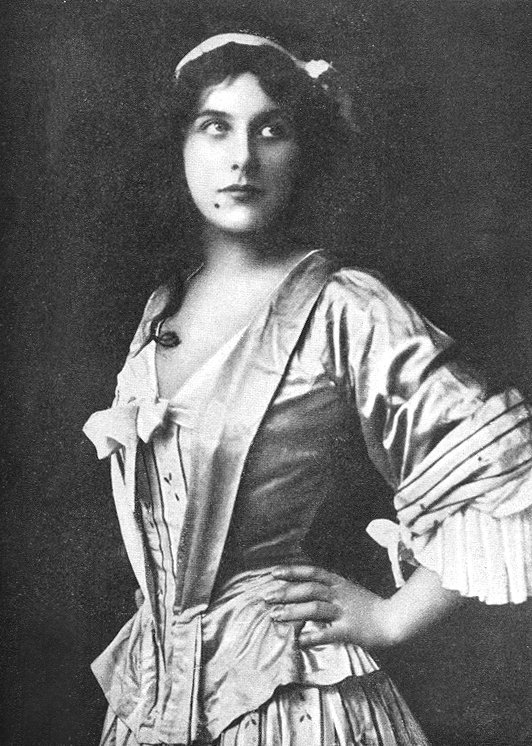
La Farrar in Manon

Secondo la sua biografa, Elizabeth Nash:
(Elizabeth Nash)
Nel frattempo la Farrar iniziò a registrare molto per l’etichetta discografica Victor ed era spesso presente nelle pubblicità della grande azienda statunitense.    
Fra una stagione lirica e un’altra Geraldine si diede al cinema, venendo messa sotto contratto dal produttore Jesse Lasky nel 1915. Fra questa data e il 1920 la Farrar apparve in più di una dozzina di film, fra cui l’adattamento della Carmen di Bizet di Cecil B. Demille. A proposito, il quotidiano San Francisco Call & Post scrisse:  
Un altro notevole successo cinematografico - e quella che la Farrar stessa riteneva fosse la sua migliore performance - fu nel ruolo di Giovanna d’Arco nel film omonimo del 1916.  
Durante il soggiorno al Met si rumoreggiò molto sul fatto che la Farrar avesse intrapreso una relazione con Arturo Toscanini, che aveva ivi debuttato in Aida nel novembre del 1908 e, qualche giorno più tardi, aveva diretto Geraldine in Madama Butterfly. Sembra che l’ultimatum da lei eventualmente rivoltogli di scegliere fra lei e la moglie e la famiglia, con la scelta di costui a favore di quest’ultima, portarono alle dimissioni di Toscanini da direttore d'orchestra principale del Met, nel 1915, e al suo ritorno in Italia. 
Nel 1916 provocò uno scandalo quando sposo l'attore cinematografico Lou Tellegen, dal quale fu costretta a divorziare sette anni dopo, a seguito della scoperta di numerosi tradimenti da parte di costui. La questione del divorzio fu nuovamente portata all’attenzione del pubblico nel 1934, a seguito delle bizzarre circostanze in cui avvenne il suicidio di Tellegen a Hollywood.
La Farrar diede l’addio alle scene nel 1922, all'età di quarant'anni, con la Zazà di Leoncavallo. Il suo ritiro relativamente precoce fu probabilmente determinato da un affaticamento vocale dovuto ad un’instacabile attività e all’aver affrontato ruoli piuttosto onerosi: secondo il critico Henry Pleasants, autore di The Great Singers from the Dawn of Opera to Our Own Time (prima pubblicazione nel 1967), la Farrar era solita esibirsi, in una sola stagione al Metropolitan, in un numero compreso fra 25 e 35 rappresentazioni. D’altronde, già nel 1913  la cantante aveva dovuto prendersi un periodo di riposo dalla scene e, nel 1919, aveva subito un intervento chirurgico per l’asportazione di un polipo alle corde vocali. 
Continuò ad esibirsi in concerti fino al 1931, anno in cui diede si esibì per l’ultima volta alla Carnegie Hall e, in un arco di tempo circonciso alla prima metà degli anni ‘30, fu speaker nelle trasmissioni radiofoniche in occasione delle dirette delle rappresentazioni del Met. Nel 1938 venne data alle stampe la sua autobiografia, Such Sweet Compulsion, nella quale la Farrar, con artificio letterario, alterna capitoli in cui parla in prima persona e altri in cui impersona la deceduta madre, che racconta iperbolicamente dei molti meriti della figlia. 
Nel 1960 Geraldine Farrar ricevette due stelle nella Hollywood Walk of Fame, nelle categorie film e musica. In Svezia, in precedenza, la cantante aveva ricevuto dal re l’onorificenza “Croce d’oro al merito” , tributata fino a quel momento alle sole Christine Nilsson e Nellie Melba.  
La Farrar morì a Ridgefield di infarto nel 1967, all'età di 85 anni, e venne sepolta nel cimitero di Kensico a Valhalla.

## Repertorio operistico
| Ruolo                | Titolo                | Autore       |
| -------------------- | --------------------- | ------------ |
| Marguerite           | La damnation de Faust | Berlioz      |
| Carmen Micaëla       | Carmen                | Bizet        |
| Margherita           | Mefistofele           | Boito        |
| Louise               | Louise                | Charpentier  |
| Ariane               | Ariane et Barbe-Bleue | Dukas        |
| Maddalena di Coigny  | Andrea Chénier        | Giordano     |
| Caterina Hubscher    | Madame Sans-Gêne      | Giordano     |
| Marguerite           | Faust                 | Gounod       |
| Juliette             | Roméo et Juliette     | Gounod       |
| Guardiana delle oche | Königskinder          | Humperdinck  |
| Nedda                | Pagliacci             | Leoncavallo  |
| Zazà                 | Zazà                  | Leoncavallo  |
| Amica                | Amica                 | Mascagni     |
| Lodoletta            | Lodoletta             | Mascagni     |
| Sitâ                 | Le roi de Lahore      | Massenet     |
| Manon Lescaut        | Manon                 | Massenet     |
| Charlotte            | Werther               | Massenet     |
| Thaïs                | Thaïs                 | Massenet     |
| Anita                | La Navarraise         | Massenet     |
| Cherubino            | Le nozze di Figaro    | Mozart       |
| Zerlina              | Don Giovanni          | Mozart       |
| Mimì                 | La bohème             | Puccini      |
| Floria Tosca         | Tosca                 | Puccini      |
| Cio-Cio-San          | Madama Butterfly      | Puccini      |
| Suor Angelica        | Suor Angelica         | Puccini      |
| Philine              | Mignon                | Thomas       |
| Gilda                | Rigoletto             | Verdi        |
| Leonora              | Il trovatore          | Verdi        |
| Violetta Valéry      | La traviata           | Verdi        |
| Elisabetta di Valois | Don Carlo             | Verdi        |
| Elisabeth            | Tannhäuser            | Wagner       |
| Rosaura              | Le donne curiose      | Wolf-Ferrari |
| Susanna              | Il segreto di Susanna | Wolf-Ferrari |

## Filmografia

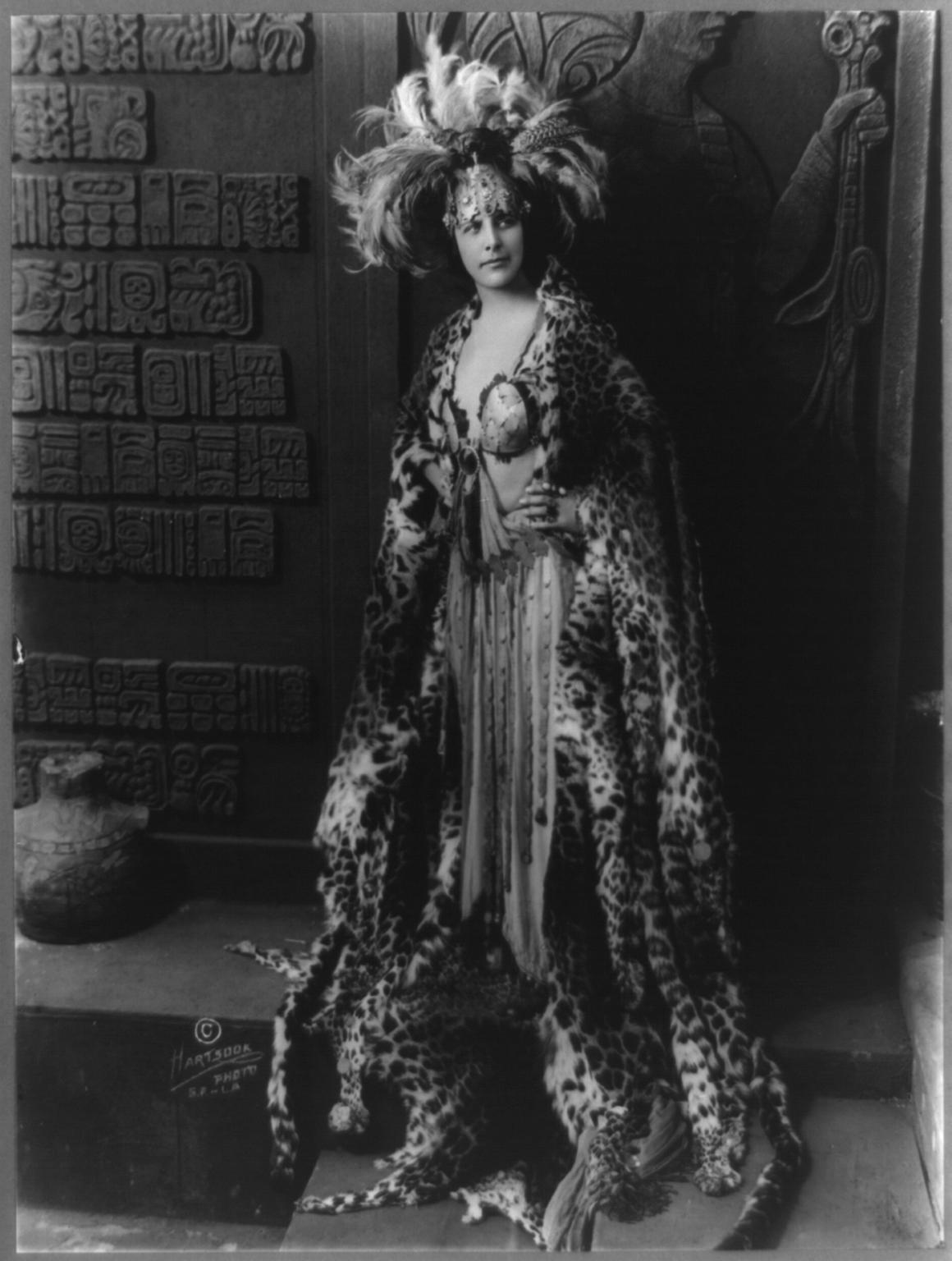
L'ultima dei Montezuma (1917)

- Carmen, regia di Cecil B. DeMille (1915)
- Temptation, regia di Cecil B. DeMille (1915)
- Maria Rosa, regia di Cecil B. DeMille (1916)
- Giovanna d'Arco (Joan the Woman), regia di Cecil B. DeMille (1916)
- L'ultima dei Montezuma (The Woman God Forgot), regia di Cecil B. DeMille (1917)
- The Devil-Stone, regia di Cecil B. DeMille (1917)
- The Turn of the Wheel, regia di Reginald Barker (1918)
- The Bonds That Tie (1918)
- Cardenia rossa (The Hell Cat), regia di Reginald Barker (1918)
- Shadows, regia di Reginald Barker (1919)
- Carnevale di sangue (The Stronger Vow), regia di Reginald Barker (1919)
- The World and Its Woman, regia di Frank Lloyd (1919)
- La fiamma del deserto (Flame of the Desert), regia di Reginald Barker (1919)
- La donna e il burattino (The Woman and the Puppet), regia di Reginald Barker (1920)
- The Riddle: Woman, regia di Edward José (1920)

## Discografia parziale
- Soprano - Geraldine Farrar, 2010 Mastercorp